# Mateusz Siuda
Mateusz Siuda (* 5. Mai 1998) ist ein polnischer Leichtathlet, der sich auf den Sprint spezialisiert hat.

## Sportliche Laufbahn
Erste Erfahrungen bei internationalen Meisterschaften sammelte Mateusz Siuda bei den World Athletics Relays 2021 in Chorzów, bei denen er mit der polnischen 4-mal-100-Meter-Staffel mit 39,34 s im Vorlauf ausschied. Im Jahr darauf verhalf er der Staffel bei den Europameisterschaften in München zum Finaleinzug und trug somit zum Gewinn der Bronzemedaille bei. 2023 wurde er bei der 1. Liga der Team-Europameisterschaft im Rahmen der Europaspiele in Chorzów in 38,94 s Fünfter. Anschließend belegte er bei den World University Games in Chengdu in 10,24 s den fünften Platz im 100-Meter-Lauf und gelangte mit der Staffel mit 38,96 s auf Rang sechs. Kurz darauf kam er bei den Weltmeisterschaften in Budapest mit der Staffel im Vorlauf nicht ins Ziel.

## Persönliche Bestzeiten
- 100 Meter: 10,24 s (+1,2 m/s), 2. August 2023 in Chengdu
  - 60 Meter (Halle): 6,74 s, 12. Februar 2021 in Łódź
- 200 Meter: 20,82 s (+0,3 m/s), 24. August 2022 in Stettin